# Slalom uriaș
Slalomul uriaș, deseori numit uriaș, este o disciplină de schi alpin și snowboard, care constă în coborârea unei pante, prin anumite puncte de trecere obligatorii, denumite porți. Porțile între care se fac virajele sunt la distanțe mai mare decât la slalom și mai mică decât la slalom super uriaș.
Slalomul uriaș este considerat cea mai completă disciplină a schiului alpin, deoarece necesită toate caracteristicile (viteză, tehnică, finețe și agilitate, precum și rezistență și putere fizică bună) prezente în celelalte specialități. Din acest motiv, schiorii uriașului sunt adesea capabili să concureze atât la slalom (schi), cât și la super uriaș. Cu toate acestea, există uriașiști puri, schiori care aleg să se concentreze doar pe această specialitate.

## Istoric
Slalomul uriaș a fost introdus de Federația Internațională de Schi (FIS) în anii 1950; până atunci erau practic doar doua discipline alpine, slalomul și coborârea. Slalomul uriaș a fost adăugat programului Campionatului Mondial de schi alpin începând cu ediția din 1950, iar la Jocurile Olimpice de iarnă din 1952. Cupa Mondială de slalom uriaș a fost înființată în sezonul 1966/1967, când FIS a creat circuitul Cupei Mondiale de schi alpin.